# 高山輝

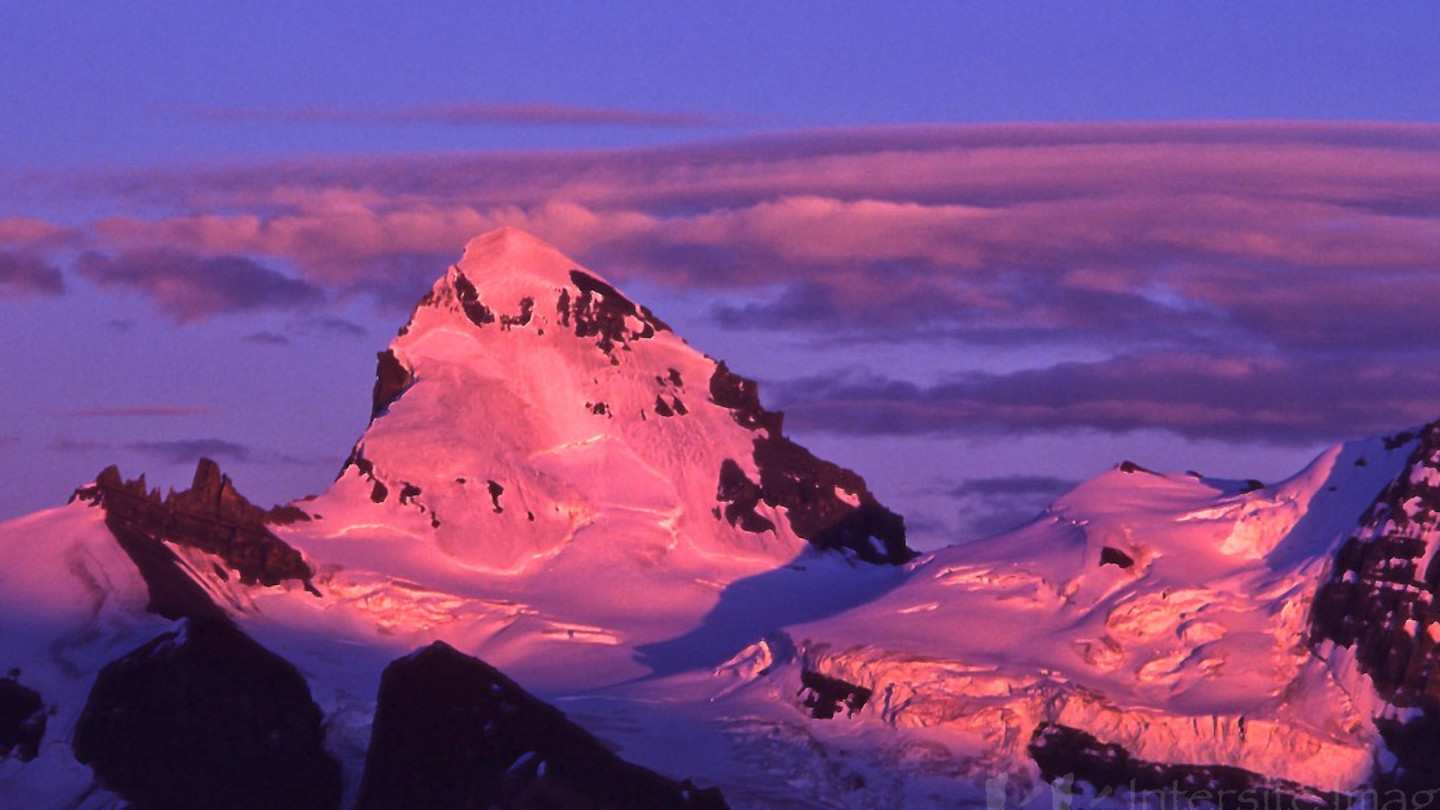
在加拿大洛基山脈的福布斯山上的高山輝。

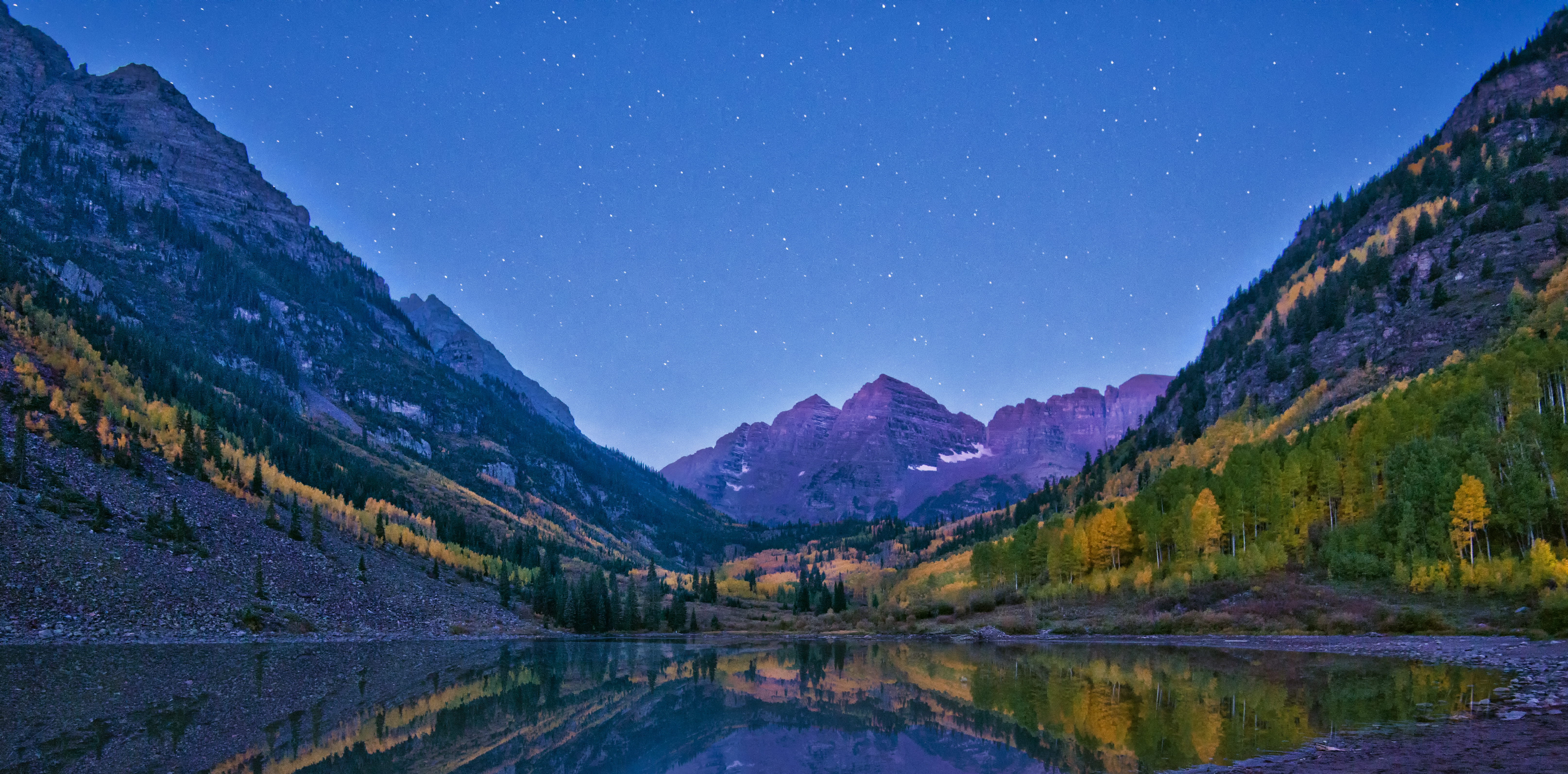
當黎明時星星依然可見時，在美國科羅拉多州的馬龍雙子峰和馬龍湖看見的高山輝。

高山輝（直译：Alps glow）是一種光學現象，當太陽盤面剛好在地平線下方時，在與太陽相對的地平線附近出現的水平紅色輝光。

## 描述
嚴格來說，高山輝是指在日落之後或日出之前，大氣層間接反射或繞射的太陽光。這種漫反射照明除了會產生微紅色之外，還會產生柔和的陰影。該術語也被非正式地用於包括日出或日落的紅光的直接照明，且具有清晰定義的陰影。

### 反射的陽光
當太陽在地平線以下時，太陽光沒有直接照亮山的路徑。與日出或日落前後的陽光直射不同，導致高山輝的光線是由低層大氣中的降水、冰晶或懸浮微粒通過空氣傳播的反射。這些條件區分了日出或日落前後直射的陽光和高山輝。
這個詞通常被混淆為從山脈或雲層反射的任何日出或日落光，但嚴格意義上的高山輝不是陽光的直射，只有在日落後或日出前才能看到。
如果沒有山脈，日落後，東部天空的氣溶膠可以用類似的管道被地影邊緣上方剩餘的散射紅光照亮。這種後向散射的散射光產生一個與太陽方向相反的粉紅色帶，稱為維納斯帶。

### 直射的陽光
在一個鬆散的意義上，高山輝可以指日落或日出時玫瑰色或紅色光線的任何照明。